# Davide Lazzaretti

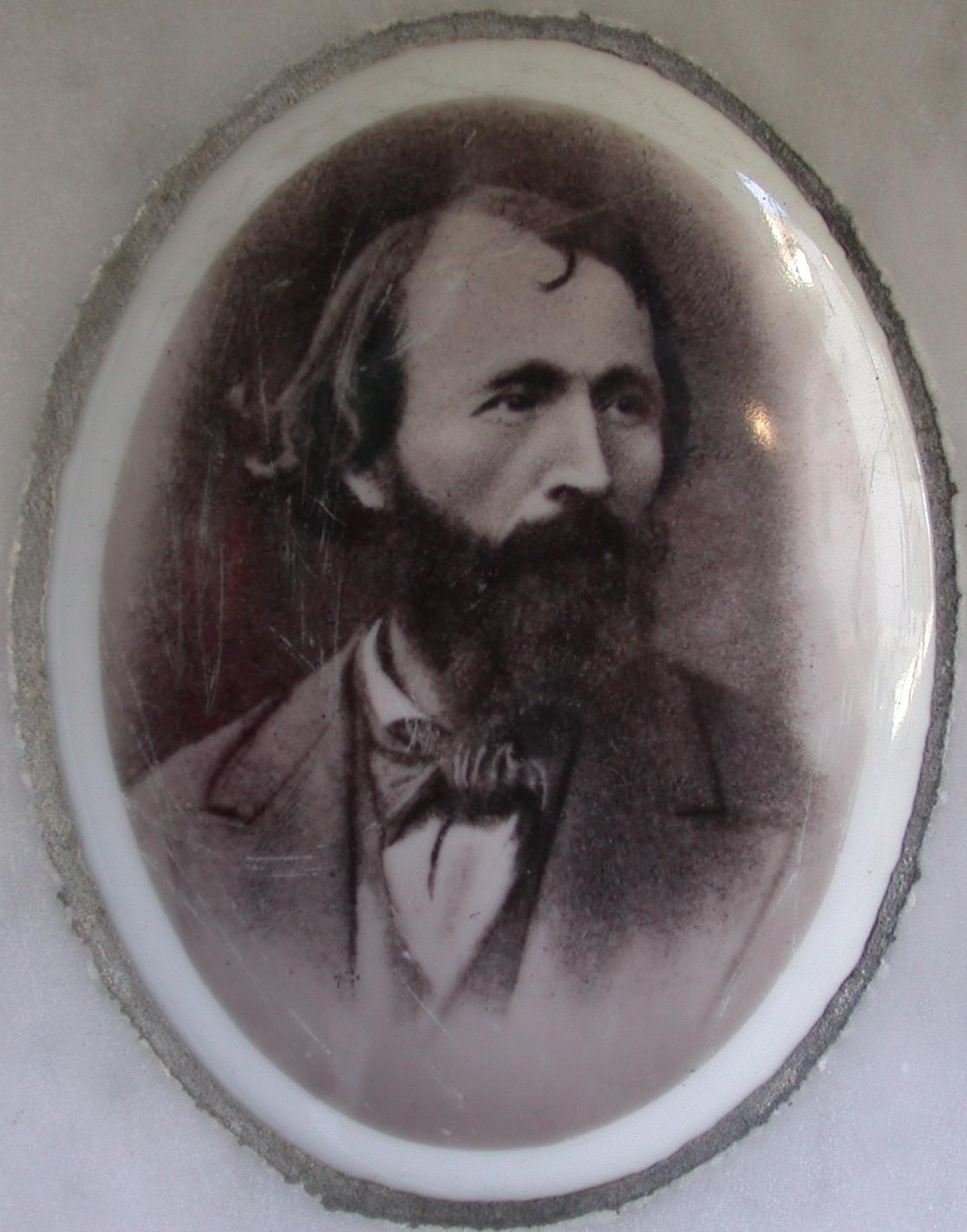
Davide Lazzaretti

Davide Lazzaretti (auch: David Lazzeretti, * 6. November 1834 in Arcidosso; † 18. August 1878 in Bagnore, Santa Fiora) war ein italienischer Prediger und Mystiker. Er wirkte im 19. Jahrhundert in der Toskana, vor allem im Gebiet des Monte Amiata. Aufgrund seiner visionären Ideen und seines tragischen Endes wird er auch als „Christus von Amiata“ (Cristo dell’Amiata) oder „Prophet von Amiata“ (Profeta dell’Amiata) bezeichnet. Mit seinem Namen ist die Bewegung des Giurisdavidismo (Chiesa Giurisdavidica, deutsch „Kirche nach dem Recht Davids“) verbunden.

## Leben
David Lazzaretti wurde in Arcidosso, am Monte Amiata, in eine arme Bauernfamilie geboren. Seine Eltern waren Giuseppe Lazzeretti und Faustina Biagioli. Ab 1873 benutzte Lazzeretti dauerhaft die abgewandelte Form Lazzaretti. Damit bezog er sich nicht nur auf die Person des Lazarus aus dem Evangelium, sondern spielte auch an auf eine Figur aus dem Roman Manfredo Pallavicino von Giuseppe Rovani, in dem ein Lazzaro Pallavicino vorkommt, von dem behauptet wird, dass er von einem Wundertäter in Frankreich abstamme.
Schon früh behauptete er, Träume und Visionen zu haben. Allerdings wechselten sich diese religiösen Phasen mit Phasen völlig ungeordneten Lebens ab. Die Visionen hatten zunächst keinen Einfluss auf das Leben des armen, jungen Mannes, der seinen Lebensunterhalt als Fuhrmann verdiente und Siena-Farbe von Arcidosso nach Grosseto oder Siena  und manchmal sogar bis Rom transportierte. Er heiratete 1856 und bekam fünf Kinder. Von 1859 an war er Freiwilliger bei der piemontesischen Kavallerie und nahm 1860 an der Schlacht von Castelfidardo gegen die päpstlichen Truppen teil.

### Die Visionen und die Gründung derChiesa giurisdavidica

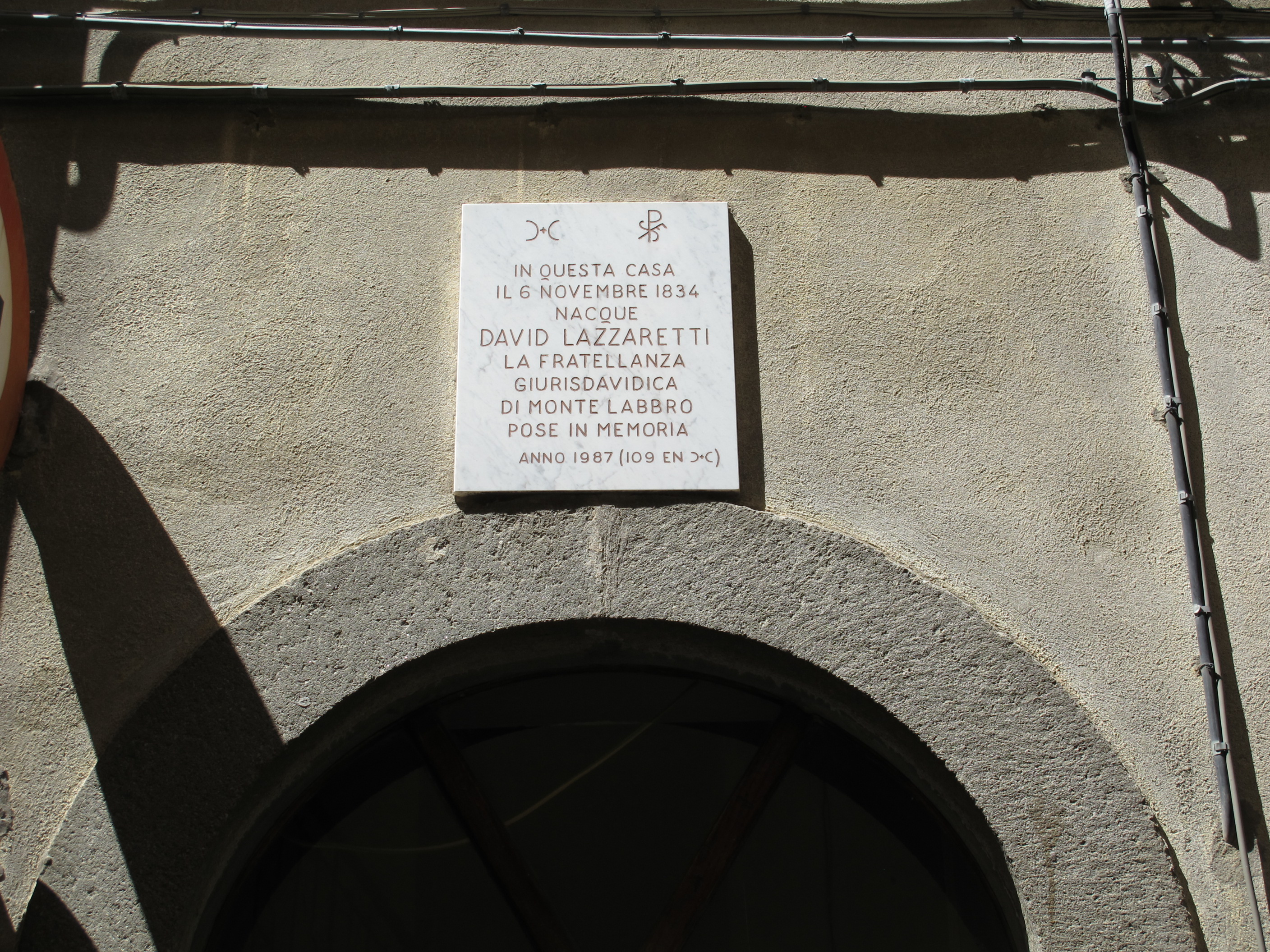
Gedenktafel am Haus von Lazzaretti in Arcidosso

Lazzaretti behauptete, dass ihm durch aufeinanderfolgende Visionen bis 1868 eine große Mission angekündigt worden sei, dass er selbst sie dem Papst überbringen solle und er ein Leben der Einsiedelei und des Predigens führen solle.
Seine Mission hatte bei Pius IX. 1869, ein Jahr vor der Einnahme der Porta Pia (Breccia di Porta Pia) und am Ende der weltlichen Macht (potere temporale) des Papsttums, keinerlei Erfolg. Lazzaretti zog sich trotzdem in die verlassene Einsiedelei Sant’Angelo, in der Nähe von Montorio Romano, zurück. Dort reiften seine mystischen Gedanken und sein Glaubenssatz, den er in der Folge benutzen würde: Er schuf eine Auslegung zu seinem Symbol: zwei Buchstaben "C", die sich überkreuzten und damit das Symbol der zukünftigen Kirche (Chiesa Christiana) bilden sollten.
Daraufhin kehrte er nach Arcidosso zurück und es bildete sich schnell eine Anhängerschaft aus Bewohnern der Umgebung. Zwischen 1870 und 1872 gründete Lazzaretti mit Zustimmung der kirchlichen Autoritäten drei religiöse Institute. Man erwartete ein „Instrument für einen kulturellen populären Widerstand gegen den neuen Italienischen Staat.“ Drei Gebäude wurden an den Hängen des Monte Labbro erbaut, darunter befand sich eine neue Kirche: die Santa Lega. Sie diente unter anderem der Società delle famiglie cristiane (Gemeinschaft der christlichen Familien), deren Mitglieder den Lohn ihrer Arbeiten in das Gemeineigentum gaben und damit nach dem Geist der ursprünglichen christlichen Kirche leben wollten, während das Pio Istituto degli eremiti penitenzieri e penitenti eine streng religiöse Gemeinschaft war, die durch millenaristischen und messianischen Geist geprägt war nach der Tradition von Joachim von Fiore, der ein kommendes Reich des Heiligen Geistes erwartete.
Davide Lazzaretti predigte in den kleinen Städten rund um Zancona und der Fraktion Le Macchie und machte Proselyten in der ganzen Toskana, bis hin nach Frankreich, wo er 1873 auftauchte. Dabei knüpfte er an eine messianische und offenbarerische Ader an, die typisch französisch war, zumal er die Wiederherstellung der kapetingischen Monarchie forderte. Er proklamierte sich selbst zum "Re dei re" (König der Könige) und "Unto del Signore" (Gesalbten des Herrn), wobei die Wirkung vor allem durch seine charismatische Ausstrahlung verursacht wurde. Er zog sich öfters in seine Einsiedelei auf der Isola di Montecristo zurück, kehrte eines Tages aber mit einer roten Fahne mit der Aufschrift "La Repubblica è il Regno di Dio" (Die Republik ist das Reich Gottes) nach Arcidosso zurück.
Der visionäre Sozialismus von Lazzaretti beanspruchte, die Menschheit in die "era dello Spirito Santo" (Zeitalter des Heiligen Geistes) zu führen. Dies sollte durch das "legge di Diritto" (Gesetz der Rechts) geschehen, nachdem die "era del Padre" (Zeitalter des Vaters), die durch das "legge di Giustizia" (Gesetz der Gerechtigkeit), das Mose mit den 10 Geboten erhalten hatte, und die "era del Figlio" (Zeitalter des Sohnes), die durch Jesus mit dem "legge di Grazia" (Gesetz der Gnade) abgeschlossen seien.
Seine Gemeinschaft, genannt Giurisdavidica (Nach dem Recht Davids), beruhte auf dem "diritto di Davide" (Recht Davids) und hatte den Charakter eines mystischen und utopischen Sozialismus: Davide Lazzaretti verteidigte die Pariser Kommune und fand auch Unterstützung bei Persönlichkeiten innerhalb der Kirche, die auf der Seite der sozial Schwachen standen, wie zum Beispiel Don Bosco.

### Die Unterdrückung
Die Aktivitäten von Lazzaretti und seiner Gemeinschaft setzten die katholische Kirche und die italienische Regierung in Alarmbereitschaft: im März 1878 verdammte die Kirche durch das Sant’Uffizio Lazzaretti als Häretiker, exkommunizierte ihn und setzte seine Schriften auf den Index. Er setzte jedoch seine Aktivitäten fort, proklamierte sich zum Cristo Duce e Giudice (Christus, Führer und Richter) und bekräftigte, dass er gekommen sei, die christliche Offenbarung zu vollenden.
Am Morgen des 18. August 1878, kurz nach dem Tod von Pius IX. und am Beginn des Pontifikats von Leo XIII., führte Lazzaretti eine Prozession vom Monte Labbro, den er in Monte Labaro umbenannt hatte, nach Arcidosso. Dort wurden sie von einem Bataillon Carabinieri und von Militär erwartet, denen sie sich ohne Bedenken näherten. Es war das Militär, genauer gesagt ein Soldat namens Pellegrini, der Lazzaretti tötete. Weitere Schüsse wurden auf die Teilnehmer der Prozession abgefeuert, wodurch drei Menschen getötet und etwa vierzig verletzt wurden.
Lazzaretti wurde sterbend in den Bauernhof Croce di Cansacchi gebracht, wohin seine Anhänger einen Arzt bestellten. Dieser kam von Santa Fiora, weil die Ärzte von Arcidosso ihn nicht behandeln wollten. Von dort wurde er noch in das Dorf Bagnore nahe bei Santa Fiora gebracht, wo er verstarb.
Sein Leichnam wurde in Santa Fiora in ungeweihtem Boden beigesetzt, jedoch bald darauf von dem Anthropologen Cesare Lombroso, dem Begründer der Kriminalanthropologie, exhumiert, der die Überreste für Studien benutzte. Er wollte Hinweise auf organische Ursprünge einer kriminellen Veranlagung finden. Überbleibsel des zersprengten Prozessionszuges wie Flaggen, Banner, Fahnen, Roben, Tuniken (bandiere, labari, gonfaloni, vesti, tuniche), die Lazzaretti schon vorher bei einem Einzug in Arcidosso zurückgelassen hatte, wurden zusammen mit anderen Objekten etwa ein Jahrhundert lang mit dem Nachlass verwahrt, den Lombroso dem Museo di Anatomia Criminale in Turin vermacht hatte, und dann teilweise in das Centro studi David Lazzaretti in Arcidosso überführt.
Am 24. Oktober 1879 wurde in Siena der Prozess gegen dreiundzwanzig Anhänger Lazzarettis eröffnet. Sie waren angeklagt wegen „Attentaten gegen die Sicherheit des Staates, durch Verüben von Taten, die gegen die Regierung gerichtet waren und zu dessen Veränderung dienen sollten, nicht nur um Bürgerkrieg zu erregen, sondern auch um Zerstörung und Plünderung in die Gemeinschaft des Staates zu tragen“. Sie wurden jedoch alle freigesprochen.
Nach dem Tod Lazzarettis zerstreuten sich die meisten seiner Anhänger. Nur wenige hielten sich weiterhin an die Lehren und den utopischen Sozialismus ihres verstorbenen Gründers. Heute leben nur noch ungefähr ein dutzend Anhänger der Religionsgemeinschaft in der Gegend um den Monte Amiata und in Maremma, wo sich auch noch einzelne Gebäudereste der einfachen Comunità giurisdavidica erhalten haben. In Macchie gibt es noch ein Schulgebäude, in Zancona hat sich das Archiv seiner Anhänger erhalten. Der letzte Priester der Religionsgemeinschaft, Turpino Chiappini, verstarb 2002.

## Werke
- Il risveglio dei popoli: preghiere, profezie, sentenze, (Predigten Prophetien und Sentenzen) 1870
- Sogni e visioni, (Träume und Visionen) 1871
- Avviso profetico alle nazioni e ai monarchi d'Europa, (Prophetische Mahnungen an Nationen und Monarchen Europas) 1871
- Le livre des fleurs célestes, (Buch der Himmlischen Blumen) 1876
- Manifeste de David Lazzaretti aux peuples et aux princes chrétiens, (Manifest von D. L. an die Völker und die christlichen Fürsten) 1876
- La mia lotta con Dio ossia Il libro dei Sette Sigilli, (Mein Kampf mit Gott, das Buch der sieben Siegel) 1877
- Rivelazioni, (Offenbarungen, nach dem Tod veröffentlicht) 1881
- Ultimi scritti: i 29 editti, (Letzte Schriften: die 29 Erlasse, nach dem Tod veröffentlicht) 1921

## Wirkung
Es gibt eine Vielzahl an Literatur zu Amiata und Lazzaretti. Von manchen wird er als «il Santo» (der Heilige) angesehen. Andere halten ihn für einen visionären Sozialisten ante litteram, wieder andere, wie zum Beispiel Lombroso, für einen Verrückten (monomaniaco). Seine Gestalt erschien in einem historischen, gefahrvollen Moment, in dem Staat und kirchliche Institutionen sich im Umbruch befanden. Dies führte zu dem Opfer, da seine Bewegung eine Art pazifistisches und mystisches Sozialexperiment darstellte und die Menschen ansprach, die durch Steuern und soziale Bedingungen bedrängt wurden, während die katholischen Institutionen sich in ihrer Kontrollfunktion bedroht sahen.
Viele Religionskritiker, Philosophen und Schriftsteller haben die Bewegung von David Lazzaretti analysiert. Darunter sind Religionshistoriker wie Emil Rasmussen, Ambrogio Donini (1913–1991), Antonio Moscato (* 1936); Schriftsteller wie Guy de Maupassant, Lazzareschi, Imberciadori, Arrigo Petacco, Gadda-Conti; Philosophen und Politiker wie Giacomo Barzellotti, Eric Hobsbawm, Antonio Gramsci, Ernesto Balducci (1922–1992). Die herausragenden Arbeiten der Wissenschaftler bewerten den "profeta dell’Amiata" als genuinen sozialen Protest, der aus der wirtschaftlich schwierigen Situation entstanden ist, die in dieser Zeit in der ähnlichen Toskana nach der Einigung Italiens vorherrschte. David Lazzaretti verkörperte mit einem ungewöhnlichen Charisma eine religiöse Erlösung und die Hoffnungen eines verbreiteten Millenarismus. Viele Ansätze der Gemeinschaft, die dadurch entstand, sprechen von großer Innovation und fortschrittlichem Denken, zum Beispiel die soziale Versorgung, die Vergemeinschaftung von Land und anderen Ressourcen, das allgemeine Wahlrecht und die allgemeine Schulpflicht.
In einem Versuch, die Werke und Ideen von David Lazzaretti zu diskreditieren, musste die vorherrschende Kultur des 19. Jahrhunderts ihre Hilfe bei obskuren Theorien wie der von Cesare Lombroso suchen, die den Menschen als Verbrecher oder Verrückten einstuften und sich bemühten, anhand von körperlichen Merkmalen oder der Beschaffenheit des Gehirns Anomalitäten zu erkennen. Lombroso verurteilte Lazzaretti aufgrund von Schädeluntersuchungen als "Verrückten" (follia) mit einer "Mystischen Paranoia" (paranoia mistica) und Gefährdungspotenzial für die Gesellschaft, allerdings ohne ihn jemals gekannt zu haben. Er hatte alle Untersuchungen post mortem durchgeführt. Diese Schlussfolgerung übernahmen andere italienische Psychiater wie Andrea Verga (1811–1985) oder Eugenio Tanzi (1856–1934), die jedoch schon die Lebensumstände Lazzarettis miteinbezogen. Diese ideologische und doktrinäre Haltung der zeitgenössischen Medizin, die von einem positivistischen Ansatz ausging und eine gesellschaftliche Norm festlegte und daraufhin versuchte, Abweichungen von dieser "Normalität" abzuwerten, wurde von den folgenden Generationen von Psychologen komplett aufgegeben.
Der einzige gesundheitliche Befund, der heute noch anerkannt wird, ist der Bericht von zwei Ärzten, die vor dem Gericht von Rieti (Tribunale di Rieti) 1874 attestierten, dass Lazzaretti im Vollbesitz seiner geistigen Fähigkeiten sei. Ob die Leidenschaftlichkeit seiner Predigt ein Indiz für eine geistige Störung ist, oder ob die provokativen Aussagen gegen die Institutionen des Staates und der Kirche nur verschiedene Formen sozialer Provokation sind, bleibt weiterhin Gegenstand der Forschung, zumal daraus eine Bewegung mit mehr als tausend Anhängern und großer politischer Relevanz entstanden ist.
Auch die Wechselwirkungen zwischen Lazzaretti und seiner Anhängerschaft waren Objekt von medizinisch-psychiatrischen Untersuchungen. Es wurde versucht, die Entstehung von Bewegungen, wie der von Amiata, zu erklären und darzustellen, wie mystische und soziale Aspekte zu entsprechenden Massenbewegungen führen können.
Auch das dramatische Ende wurde durch eine messianische Prophetie beeinflusst: Nach einer dreitägigen Wartezeit war klar, dass die Anhänger nicht weiter auf die Erfüllung der anderen Prophezeiungen warten mussten.

## Lazzaretti in der Populärkultur
Die Figur "David Lazzaretti" hat einen festen Platz in Zeitungsartikeln und Magazinen auf übernationaler Ebene. Es gibt Fernsehspiele und -dokumentationen, Theaterstücke (vor allem im "Teatro povero", Monticchiello), Volkslieder, Balladen, bis hin zu einem Song der Gruppe Gang Fuori dal controllo (Außer Kontrolle) auf dem gleichnamigen Album, sowie Aktionen des Reenactments. 1976 hat der Canzoniere Internazionale unter Leoncarlo Settimelli ein ganzes Theaterstück und eine Langspielplatte unter dem Titel "Vita profezie e morte di Davide Lazzaretti detto il nuovo Messia" (Leben und Tod von D. L., genannt der neue Messias) geschaffen.
2004 veröffentlichte der Jazzmusiker Jimmy Villotti ein literarisches Denkmal mit "In memoria di David Lazzaretti".  Mirco Mariottini hat eine Suite unter dem Titel "Visioni in Musica sugli scritti di David" (Visionen in Musik nach den Schriften von David) geschaffen.
Im Film ist vor allem eine Dokumentation von Marianna Febbi, unter Regie von Nicola Ragon und Michele Nanni zu erwähnen. Weitere Beiträge kommen mit einer gewissen Regelmäßigkeit auch von ausländischen Universitäten.
2015 führte Simone Cristicchi ein Theaterstück auf mit dem Namen: „straordinaria vicenda di Davide Lazzaretti“, Il secondo figlio di Dio (dt. das außergewöhnliche Leben von D. Lazzaretti, Der zweite Sohn Gottes), geschrieben von Cristicchi und Manfredi Rutelli.